# اچ‌دی ۲۰۹۴۵۸
اچ‌دی ۲۰۹۴۵۸ یک ستاره است که در صورت فلکی اسب بالدار قرار دارد.